# 埃弗格林 (北卡羅萊納州哥倫布縣西部)
埃弗格林（英語：Evergreen）是位於美國北卡羅萊納州哥倫布縣的普查規定居民點。

## 人口
根據2020年美國人口普查的數據，埃弗格林的面積為9.94平方千米，皆為陸地。當地共有人口336人，而人口密度為每平方千米33.8人。